# واين جونسون
واين جونسون (بالإنجليزية: Wayne Johnson)‏ هو أمين مكتبة وسياسي أمريكي، ولد في 2 مايو 1942 في إل باسو في الولايات المتحدة. حزبياً، نشط في الحزب الجمهوري. وقد انتخب عضو مجلس ولاية وايومنغ وانتخب عضو مجلس نواب وايومنغ.